# Armandia longicaudata
Armandia longicaudata är en ringmaskart som först beskrevs av Maurice Caullery 1944.  Armandia longicaudata ingår i släktet Armandia och familjen Opheliidae. Inga underarter finns listade i Catalogue of Life.